# Ožbaltski potok
Óžbaltski pôtok je levi pritok Drave iz vzhodnega dela Kozjaka v Ožbaltu. Njegov začetek je v plitvi gozdnati grapi, po kateri teče sprva proti severu, a kmalu zavije na jugovzhod in teče naprej po nekoliko širši dolini. Po slabem kilometru toka se obrne proti jugu, vstopi v ožjo dolino in teče v tej smeri vse do izliva v Dravo v Ožbaltu. Zlasti v tem delu doline dobiva številne kratke pritoke iz ozkih gozdnatih grap, ob izlivu v Dravo je nasul večji vršaj, na katerem stoji jedro vasi Ožbalt.
Zgornji del porečja je v metamorfnih kamninah (filiti) ter srednjemiocenskem peščenjaku in peščenem laporju (t. i. ivniške plasti), zato je tam površje manj strmo in dolina nekoliko bolj odprta, spodnji del doline je zarezan v trše metamorfne kamnine (predvsem blestnik in amfibolit).
Potok teče skoraj v celoti po naravni strugi, kjer teče tik ob lokalni cesti, so morali na nekaterih mestih utrditi njegove brežine. Dolinsko dno je večinoma ozko, v njem je razmeroma malo prodnih naplavin, nekaj jih v glavno dolino prinesejo tudi stranski pritoki. Zlasti v spodnjem delu je struga večinoma v živoskalni podlagi, v tem delu so nad dolinskim dnom večinoma strma, z gozdom porasla pobočja.
Ožbaltski potok je izrazit hudournik in ob močnih nalivih povzroča težave zaradi močne erozije, npr. ob neurju 13. julija 2010, ko je na več mestih poškodoval cesto po dolini navzgor, ponovno ob močnih neurjih med 3. in 9. avgustom 2014.
Ožji, spodnji del doline je bil v preteklosti skoraj neposeljen, v zgornjem delu je bilo v dolini nekaj kmetij ter žag in mlinov. Danes je nekaj domov tudi v spodnjem, ožjem delu doline; po njej vodi regionalna cesta Ožbalt–Kapla.
Spodnji del doline s potokom je vključen v območje Natura 2000 (Zgornja Drava s pritoki).